# Pozzale
Il Pozzale (sempre usato con l'articolo determinativo nella parlata locale) è una frazione del comune italiano di Empoli, nella città metropolitana di Firenze, in Toscana.
La frazione si trova al centro tra gli abitati di Casenuove, Corniola e Villanova.

## Storia
Il toponimo deriva dal latino puteāle, ovvero ‘(luogo con) pozzi’.
Le prime notizie risalgono al 1744, quando il podere detto appunto «del Pozzale» di proprietà del fiorentino Filippo Bonsi, venne acquistato dal Convento degli Agostiniani a Empoli; consisteva in campi perlopiù con viti, pioppi e alberi da frutta; la casa padronale e quelle da lavoratore (una restaurata subito dopo l'acquisto, l'altra l'anno successivo, quando fu spostata anche la capanna da davanti a fianco dell'edificio) si trovavano in via di Sottopoggio, mentre quella del pigionale (demolita e ricostruita dopo l'acquisto) sulla via di Val d'Orme.
Un importante fatto storico accaduto al Pozzale è stata la partenza di diciotto uomini nel Corpo volontari della libertà nel contingente di Empoli il 13 febbraio 1945 (Ugo Ammannati, Ottorino Bartoli, Silvano Benassai, Jares Biancalani, Giorgio Carmini, Dino Chellini, Dorando Fanciullacci, Valerio Francioni, Sergio Frediani, Arsiero Giunti, Remo Giunti, Giuseppe Salvadori, Silvano Scardigli, Siro Sesoldi, Adone Stefanelli, Vieri Tani, Piero Usolini, Sergio Viti). Una targa li ricorda oggi nel mezzo della frazione.

## Cultura
Sempre al Pozzale ha preso vita nel 1948 il premio letterario omonimo, in seguito dedicato anche alla memoria di Luigi Russo, critico letterario e primo presidente della giuria di tal premio.

## Monumenti e luoghi d'interesse

### Architetture religiose
La più antica chiesa associata alla frazione è quella di San Giusto, risalente al XI secolo (le prime notizie sono del 1109), in località Petroio (toponimo che risale al latino praetōrium e che si trova sopra il rio di Sant'Anna, poco dopo l'incrocio tra via Sottopoggio e via Salaiola, sulla strada verso Monterappoli); originariamente unita al Capitolo di Sant'Andrea a Empoli, già nel XVI secolo era in condizioni di abbandono anche se presentava una pala d'altare attribuita a Lorenzo Monaco con interventi della bottega (oggi conservata alla Pinacoteca di Empoli); la chiesa infine fu soppressa nel 1754 ma ricostruita nel 1810 su iniziativa del proposto Michele del Bianco; più di recente è diventata chiesa parrocchiale del Pozzale nonostante la distanza dal centro abitato; infine è stata sconsacrata, depredata e alienata a privati.
All'interno della frazione si trova l'oratorio di San Ranieri (la cappellina nel gergo dei pozzalesi), costruita da Diacinto Cocchi e consacrata solennemente nel 1714, la ricca famiglia empolese ne conservò la proprietà fino al 1869; dopo un periodo di totale abbandono, è ora in fase di restauro; rimangono lo stemma della famiglia sopra la porta d'ingresso e la tela d'altare, oggi conservata presso la chiesa principale della frazione, raffigurante il santo titolare, opera di un maestro fiorentino di cultura ottocentesca.
Più recente è la chiesa dell'Immacolata in Valdorme, consacrata nel 1954, dall'esterno di gusto razionalista e senza particolari pregi architettonici; di qualche interesse però sono l'ampia vetrata e soprattutto gli affreschi interni eseguiti da Virgilio Carmignani nel 1962 in uno stile neorinascimentale e ispirati alla vita della Madonna. Recentemente l'interno è stato sottoposto a un completo rifacimento che ha alterato le caratteristiche spoglie dell'edificio costituito da cotto, legno e pietra serena; è stata posta anche una nuova statua della Madonna Immacolata di manifattura francese. Nella zona del presbiterio è stato posto un affresco eseguito dall'artista locale Bruna Scali che raffigura i tre parroci che hanno guidato la parrocchia.

### Architetture civili
Importante edificio è la villa del Cotone (toponimo che deriva dal latino cōs, cōtis, ‘scoglio’). Il complesso della villa domina la sommità di una collina poco distante dal torrente Orme. Costruita modificando il preesistente castello medievale di cui mantiene alcune evidenze architettoniche, è stata circondata, nel XVIII secolo, da una corte di cipressi e altre piante sempreverdi che per gran parte ne nascondono la vista ai visitatori.
Sulla via Valdorme Nuova si trova una REMS (Residenza per l'Esecuzione delle Misure di Sicurezza) aperta nel luglio 2020, per pazienti psichiatrici che hanno commesso crimini, in seguito alla chiusura degli OPG, tra cui quello posto nella villa medicea dell'Ambrogiana a Montelupo Fiorentino. In passato è stato un carcere per detenuti transessuali e poi un carcere femminile.

## Società

### Tradizioni e folclore
Il Pozzale è noto nei dintorni empolesi per una gustosa burla locale risalente agli anni Cinquanta, in realtà escogitata da alcuni cacciatori di ritorno da una battuta, dissero di aver visto un coccodrillo aggirarsi fra le canne sulle sponde del torrente Orme. Partì una squadra: sei uomini, con fucile e stivali da pesca, per stanare il grosso rettile. Non solo la ricerca fu vana, dopo qualche ora furono interrotti dai compaesani che gli facevano l'«abbaione». L'aneddoto oggi è ricordato da una piccola fontana nel centro della frazione, raffigurante appunto un coccodrillo.